# Rayonnement stellaire
Cet article court présente un sujet plus développé dans : Rayonnement solaire.

Luminance spectrale d'un corps noir, à différentes températures (loi de Planck).

Le rayonnement stellaire est l'ensemble des ondes électromagnétiques émises par une étoile. C'est essentiellement le rayonnement d'un corps noir à la température T de la photosphère (la couche externe de l'étoile au-dessus desquelles les dernières couches sont quasi transparentes).
Le flux total du rayonnement est régi par la loi de Stefan-Boltzmann et sa répartition spectrale par la loi de Planck, qui ne dépendent que de T. Notamment, le flux total est proportionnel à {\displaystyle T^{4}}, et la longueur d'onde pour laquelle la luminance spectrale est maximale est proportionnelle à {\displaystyle 1/T} (loi du déplacement de Wien).